# Bodo Parja jezik
Bodo Parja jezik (bodo paraja, harja, jhaliya, jharia, jhodia parja, parajhi, parja, parjhi, parji, paroja, poroja, sodia parja; ISO 639-3: bdv), jedan od osam oriya jezika, šire indoarijske skupine, kojim govori 50 000 ljudi (2001) u indijskoj državi Orissa, u distriktu Koraput.
Govornici ovog jezika su pripadnici plemena Paroja. Piše se oriya-pismom.

## Vanjske poveznice
- Ethnologue (14th)
- Ethnologue (15th)